# Neima Ezza
Neima Ezza, de son vrai nom Amine Ez Zaaraoui, né le 3 novembre 2002 au Maroc, est un rappeur et chanteur italo-marocain originaire de Milan en Lombardie.

## Biographie

### Enfance et début
Neima Ezza est né au Maroc, mais a déménagé à Milan en Italie en étant enfant avec sa famille marocaine[réf. souhaitée] où il a grandi dans le quartier de San Siro. Il a deux sœurs la plus jeune est atteinte du syndrome de Rett. Après avoir abandonné ses études en classe de terminale au lycée, il fait ses débuts en 2018 à 16 ans, en publiant sur le web le songessere ricchi partie 1, suivi des parties deux et trois et de la collaboration avec Sacky dans la chanson Lo sanno.

### Carrière
L'année suivante le 4 octobre 2019, il sort son premier single nommé Routine pour Yalla Movement le label de Big Fish, qui s'occupe également de la production, et Jake La Furia. Avec eux, il sort également Ferite, mettant en vedette l'ancien Club Dogo et produit par 2nd Roof, Notre Dame basé sur Big Fish et Zlatan, dédié au footballeur Zlatan Ibrahimovic. En 2020 sort son premier EP Perif, accompagné de la sortie d'un documentaire autobiographique. Le 12 janvier 2021, avec les autres membres du collectif Seven7oo (Rondodasosa, Vale Pain, Sacky, Keta et Kilimoney), il sort la chanson SEVEN 7oo qui fait ses débuts dans le top 3 du classement Spotify Italien.
En avril 2021, le tournage de ses vidéos avec le rappeur Baby Gang dans la région et quartier de San Siro à Milan, implique plus de 300 personnes, a dégénéré en guérilla urbaine contre la police qui est intervenue pour disperser le rassemblement, ce qui était illégal selon la loi. COVID-19. Pour ces faits, il a été condamné en première instance à 18 mois de probation, tandis que le Baby Gang, qui aurait incité la foule, a été condamné à trois ans et quatre mois de prison .

### Album:Piccolo Principe(2024)
Le 26 janvier 2024, il sort son premier album studio au nom de Piccolo Principe, avec les singles Avanti, produits par 2nd Roof, Bella et Spedizione punitiva, qui met en vedette Guè, Simba La Rue, Baby Gang, Capo Plaza, Emis Killa et Néza rappeur italo-algérien et fait ses débuts à la 3ème place du classement FIMI .

## Affaires judiciaire
En janvier 2022, le rappeur a été arrêté pour avoir commis deux vols en collaboration avec Sacky et Baby Gang ; à cet égard, il s'est toujours déclaré étranger aux faits, démontrant ensuite à travers la localisation de son téléphone et des vidéos sur les réseaux sociaux, qu'il ne se trouvait pas dans le lieu incriminé au moment des événements. Après avoir passé quelques mois en résidence surveillée, il a ensuite été libéré en attendant son procès . En juillet, il sort son deuxième EP Giù pour Epic Records/RM4E, composé de 10 titres, certifié platine .

## Discographie

### Albums studios
- 2024 : Piccolo principe

### EP
- 2020 : Périf
- 2022 : Giù

### Titres
- 2019 : Routine
- 2019 : Ferite (feat. Jake La Furia )
- 2019 : Notre-Dame
- 2020 : Zlatan
- 2020 : Hey Mama
- 2021 : Casa
- 2021 : Block
- 2021 : Fréro
- 2022 : Banlieue
- 2022 : Lei (feat. Rondodasosa )
- 2023 : Avanti
- 2023 : Bella
- 2023 : Spedizione punitiva (feat. Simba La Rue )